# Torneo de las Cinco Naciones 1982
El Torneo de las Cinco Naciones de 1982 fue la 88° edición del principal Torneo del hemisferio norte de rugby.
El campeón del torneo fue la selección de Irlanda.

## Clasificación
| Lugar | Selección  | Partidos | Partidos | Partidos  | Partidos | Puntos  | Puntos    | Puntos | Tabla de puntos |
| Lugar | Selección  | Jugados  | Ganados  | Empatados | Perdidos | A favor | En contra | dif.   | Tabla de puntos |
| ----- | ---------- | -------- | -------- | --------- | -------- | ------- | --------- | ------ | --------------- |
| 1     | Irlanda    | 4        | 3        | 0         | 1        | 66      | 61        | +5     | 6               |
| 2     | Inglaterra | 4        | 2        | 1         | 1        | 68      | 47        | +21    | 5               |
| 3     | Escocia    | 4        | 2        | 1         | 1        | 68      | 47        | +21    | 5               |
| 4     | Francia    | 4        | 1        | 0         | 3        | 56      | 74        | -18    | 2               |
| 5     | Gales      | 4        | 1        | 0         | 3        | 59      | 83        | -24    | 2               |

## Resultados
| 16 de enero | Escocia | 9 - 9 | Inglaterra | Estadio Murrayfield, Edimburgo |  |

| 23 de enero | Irlanda | 20 - 12 | Gales | Lansdowne Road, Dublín |  |

| 6 de febrero | Gales | 22 - 12 | Francia | Cardiff Arms Park, Cardiff |  |

| 6 de febrero | Inglaterra | 15 - 16 | Irlanda | Twickenham Stadium, Londres |  |

| 20 de febrero | Irlanda | 21 - 12 | Escocia | Lansdowne Road, Dublín |  |

| 20 de febrero | Francia | 15 - 27 | Inglaterra | Parc des Princes, París |  |

| 6 de marzo | Inglaterra | 17 - 7 | Gales | Twickenham Stadium, Londres |  |

| 6 de marzo | Escocia | 16 - 7 | Francia | Estadio Murrayfield, Edimburgo |  |

| 20 de marzo | Gales | 18 - 34 | Escocia | Cardiff Arms Park, Cardiff |  |

| 20 de marzo | Francia | 22 - 9 | Irlanda | Parc des Princes, París |  |

## Premios especiales
- Triple Corona:  Irlanda